# Pascal Roller
Pascal Roller (* 20. November 1976 in Heidelberg) ist ein ehemaliger deutscher Basketball-Nationalspieler. Die Karriere des Aufbauspielers (engl.: Point Guard) ist eng mit den Frankfurt Skyliners verbunden, für die er von 1999 bis 2011 mit einem Jahr Unterbrechung spielte. Mit dem Team wurde er Pokalsieger 2000 und Deutscher Meister 2004. Persönlich erreichte er die Auszeichnungen als Spieler des Jahres 2004 und Most Likeable Player 2010. Diese Auszeichnung wurde im Folgejahr zu seinem Karriereende in Pascal Roller Award umbenannt. Mit der Nationalmannschaft wurde er Dritter der Weltmeisterschaft 2002, Vize-Europameister 2005 und er nahm 2008 an den Olympischen Spielen teil.

## Werdegang

### Der Weg zum Profisportler
Großen Anteil an Pascal Rollers sportlichen Entwicklung in der Jugend hatte seine Schwester Julia. Sie motivierte ihn zu einer klassischen Ballettausbildung, die er im Alter von 5 bis 15 absolvierte. Sie war es auch, die ihn im Alter von 10 Jahren mit zum Basketballtraining beim USC Heidelberg nahm. Das Ballet half dem jungen Pascal Roller auch im Basketball. So äußerte sich sein Jugendtrainer Joachim Klaehn: „Pascal war ein echtes Bewegungstalent. Seine große Antrittsschnelligkeit, eine unglaubliche Koordination und ein klarer Kopf waren seine Stärke“. Auch in späteren Jahren wurde seine ungewöhnliche Vorausbildung oft thematisiert. So äußerte er sich während der Halbfinalserie 2005 gegen Alba Berlin gegenüber der Berliner Zeitung: „Die Art, wie man sich in der Luft stabilisiert, habe ich zum Beispiel beim Tanzen gelernt“.
1993 wechselte Pascal Roller zum nahen TV Langen um am dortigen Basketball-Teilzeitinternats (BTI) die schulische und die sportliche Ausbildung zu kombinieren. Er spielte außer im Nachwuchsbereich auch bereits in der 2. Basketball-Bundesliga. Nach einem Jahr wechselte er zum Ligakonkurrenten SV 03 Tübingen. Am dortigen Keplergymnasium machte Roller sein Abitur
Gemeinsam mit Robert Maras begann er seine Profilaufbahn 1996 beim USC Freiburg, ebenfalls in der Südstaffel der zweiten Bundesliga. Dem Team gelang der Aufstieg in die erste Liga. Dort entwickelte sich Pascal Roller mit im Schnitt 10,2 Punkten zu einem Leistungsträger und hatte maßgeblichen Anteil am Klassenerhalt. Seine Leistung blieb nicht unbeachtet und er wurde ins Nationalteam berufen. Sein Debüt im DBB-Trikot gab Roller am 28. Mai 1999.

### Der Aufstieg in Frankfurt
Im Sommer 1999 unterschrieb Pascal Roller beim neugegründeten Bundesligateam Skyliners Frankfurt. Seine vorgesehene Aufgabe war, als zweiter Point Guard Backup hinter dem Routinier und damaligen Nationalspieler Kai Nürnberger zu sein. Trotz seiner Rolle als Ergänzungsspieler war Roller bereits in seinem ersten Frankfurter Spiel mit 19 Punkten beim Auswärtssieg gegen den SSV ratiopharm Ulm Topscorer. Auch am größten Erfolg dieser Saison, dem Sieg im Pokalfinale gegen den Favoriten Alba Berlin, hatte er seinen Anteil mit 12 Punkten. Er musste in diesem Spiel unter anderem den etwa 20 cm größeren Henrik Rödl verteidigen. „Pascal und Kai haben die Partie für uns entschieden“, erinnerte sich der damalige Trainer Stefan Koch 2010 an dieses Spiel. Insgesamt war seine Rolle im Team kleiner als im Jahr zuvor im sportlich weniger erfolgreichen Freiburg – er spielte 25 Minuten statt wie zuvor 37 Minuten im Durchschnitt, seine durchschnittlich erzielten Punkte sanken dementsprechend von 10,8 auf 7,2.
Zu Beginn der Saison 2000/2001 war Pascal Roller verletzt (Anriss des Syndesmoses), so dass er lediglich in 19 der 30 Saisonspiele eingesetzt wurde. Jedoch konnte er bei etwa gleich bleibender Einsatzzeit je Spiel seine Punktausbeute 8,9 erhöhen. Zurückzuführen war dies unter anderem auf die auf über 43 % verbesserte Erfolgsquote der Dreipunktwürfe. Da in der gleichen Spielzeit auch Kai Nürnberger verletzt war, wurde als dritter hochklassiger Spielgestalter Derrick Taylor verpflichtet. Dieser blieb trotz guter Leistungen jedoch nur elf Spiele, bis die Verletzungssorgen des Teams ausgestanden waren. Dies sei laut Teammanager Gunnar Wöbke vor allem eine Entscheidung für den jungen Pascal Roller gewesen.
In der darauffolgenden Saison spielte Roller erstmals mehr als Kai Nürnberger, bei nochmals deutlich verbesserten Wurfquoten (32 Minuten, 50,7 % Zweier, 46,4 % Dreier). Lediglich die beiden (zu der Zeit erlaubten) US-Profis Marcus Goree und Chad Austin erhielten unter dem neuen Trainer Gordon Herbert mehr Spielzeit als er. Seine Effektivität für den Hauptrundenersten Opel Skyliners war größer als drei Jahre zuvor für den Absteiger USC Freiburg. Er wurde in diesem Jahr erstmals von den Fans der Basketball-Bundesliga in das Team Süd des Allstar-Days gewählt.
Trotzdem gilt die Saison 2002/2003 als sein endgültiger Durchbruch, auch aus Rollers eigener Sicht. Er bestätigte seine guten Leistungen sowohl in der Bundesliga (Punkteschnitt auf 15,8 gesteigert) als auch im ULEB Cup gute Leistungen. Dort steigerte er seine Erfolgsquote durch gute Wurfauswahl noch einmal auf über 50 %. Gleichwohl gingen seinen Punktausbeute und Effektivität gegenüber der Vorsaison in der höherklassigen EuroLeague leicht zurück. Pascal Roller wurde ein weiteres Mal als Allstar gewählt.
Im Jahr darauf bestätigte er seine sportlichen Leistungen erneut und führte das jüngste Team der Liga zum Gewinn der Deutschen Meisterschaft 2004. In der gleichen Saison wurde er zum dritten Mal in Folge ins Allstar-Team sowie auch zum Basketballer des Jahres gewählt, dem Vorläufer der Most-Valuable-Player-Auszeichnung der Bundesliga. Tragende Säulen waren neben Roller Tyrone Ellis, Chris A. Williams sowie Mario Kasun, der nach der Saison in die NBA zu den Orlando Magic wechselte.
Unter dem neuen Trainer Murat Didin wiederholte das eingespielte Team 2004/2005 die sportliche Leistung. Didin nannte Roller stets Kapitän und hob so seine Rolle im Team hervor. Außerdem prägte er für die drei wichtigsten Spieler Roller, Ellis und Williams den Begriff Bermuda Dreieck. Im fünften Spiel des Viertelfinales gegen die Artland Dragons erreichte Pascal Roller seine Playoff-Bestleistung mit 25 Punkten bei fünf erfolgreichen Dreiern. Nach dem darauffolgenden ersten Halbfinalspiel gegen Alba Berlin sagte deren Trainer Henrik Rödl über Roller: „Es war vielleicht die perfekteste Halbzeit, die Roller je gespielt hat. Wenn jemand so drauf ist, kann man wenig machen“. Roller setzte sich in dieser Serie gegen den direkten Widersacher auf der Pointguard-Position in der Nationalmannschaft, Mithat Demirel durch. Trotz eines Pascal Roller in Topform konnte der Titel nicht verteidigt werden, da sein Team im Finale gegen den Vorjahresgegner GHP Bamberg dieses Mal im fünften und entscheidenden Spiel verlor. Gegner auf der Aufbauposition waren hier Demond Mallet und der noch junge Steffen Hamann. Gemeinsam mit Chris Williams erhielt Roller seine vierte Allstar-Nominierung.

### Franchise-Playerin Frankfurt
Bei den Europameisterschaften im Sommer 2005 zeigte Roller seine beste Leistung in der Nationalmannschaft. Die errungene Silbermedaille war zusätzlich zu den Leistungen in der vergangenen sechs Jahren in Frankfurt sowie seiner Rolle als Publikumsliebling der Anlass, ihm seitens des Frankfurter Managements einen neuen sechs-Jahres-Vertrag anzubieten. Der Vertrag reichte bis einschließlich 2011 und schloss ein Auslandsjahr ein, da es Pascal Rollers Traum war, in einer internationalen Liga zu spielen.
2005/2006 war das schwerste Jahr der Frankfurter Teamgeschichte. Die Mannschaft entging nach Trainerwechsel nur knapp dem Abstieg. Dennoch erhielt Pascal Roller während der Saison ein Angebot des europäischen Topteams FC Barcelona, um dort den verletzten Backup-Pointguard zu ersetzen. Wegen der sportlichen Lage in Frankfurt bewilligte Gunnar Wöbke ihm den Wechselwunsch nicht. In der Saison 2006/2007 spielte Pascal Roller für ein Jahr beim italienischen Erstligaclub Angelico Biella, nachdem sich im Sommer kein ähnlich attraktive Angebot wie das aus Barcelona für ihn ergeben hatte.
2007 wechselte er zurück zu den Frankfurtern, wo er bis Ende der Saison 2010/2011 unter Vertrag stand.

### Im Nationaltrikot
Zwei seiner größten Erfolge erreichte Roller im Nationaltrikot. Er gewann die Bronze-Medaille bei der WM 2002 in Indianapolis, USA, sowie die Silbermedaille bei der Basketballeuropameisterschaft in Serbien und Montenegro 2005, an deren Erlangung er neben Dirk Nowitzki großen Anteil hatte.
2008 fuhr er mit der deutschen Nationalmannschaft zu den olympischen Spielen in Peking, für die er sich mit dem Team in einem Qualifikationsturnier in Athen qualifizierte. In Peking kam sein Team nicht über die Vorrunde hinaus. Bereits vor den olympischen Spielen kündigte er an, danach nicht mehr zum Kader der Nationalmannschaft zu gehören. Als Grund gab er an, in seinem Alter nunmehr den Sommer (in dem die Nationalmannschaft zusammen spielt) zur Regeneration zu benötigen. Er schloss jedoch nicht aus, für einzelne Spiele zur Verfügung zu stehen, wenn er gebraucht würde. Des Weiteren wolle er mehr Zeit mit seiner Familie verbringen. Kurz nach den olympischen Spielen wurde er Vater einer Tochter, die mit drittem Vornamen Olympia heißt.

### Abschied
Bereits im Laufe der Saison 2010/2011 gab Roller bekannt, dass er nach Abschluss der Saison seine Karriere beenden werde. Massive Knieprobleme und -schmerzen hatten den sportlichen Rückzug in die zweite Reihe beschleunigt. Sein letztes Spiel bestritt er am 2. Juni 2011 im 5. Halbfinalspiel der Skyliners gegen Alba Berlin, welches Frankfurt mit 87:68 verlor. Nachdem der Rückstand im Spiel endgültig zu groß war, um das Spiel noch gewinnen zu können und die Zuschauer in der Ballsporthalle seinen Namen sangen, wurde er wenige Minuten vor Ende der Partie ein letztes Mal eingewechselt und ab da bis weit nach Spielende gefeiert – auch von den mitgereisten Berliner Fans.
Im ersten Saisonspiel nach der Sommerpause gegen die EWE Baskets Oldenburg wurde seine Rückennummer 11, die er in Frankfurt in jeder Saison trug, aus dem Verkehr gezogen. Sie wird bei den Skyliners nicht mehr vergeben. Ein überdimensioniertes Trikot mit der 11 wurde unter das Hallendach gehängt.
Sein Abschiedsspiel Pascal & Friends gegen die FRAPORT SKYLINERS fand am 28. Januar 2012 zugunsten von Basketball macht Schule statt.

## Berufliche Karriere
Pascal Roller hatte als Leistungssportler mehrfach ein Studium begonnen, ohne es abzuschließen. Er habe als Mannschaftssportler seine Zeit nicht frei einteilen und mit dem Zeitplan der Hochschule vereinbaren können und sei zudem als Nationalspieler rund um das Jahr beschäftigt gewesen. Trotz einer Option auf eine Trainerlaufbahn bei den Skyliners entschied er sich, nach seinem sportlichen Abschied bei der Frankfurter Sportmarketing-Agentur United zu arbeiten. Weitere Standbeine waren die Co-Moderation als Experte beim Fernsehsender Sport1 sowie bei den Skyliners als Projektleiter des Firmenturniers Company Cup und Botschafter des Projektes Basketball macht Schule.
Roller war maßgeblich daran beteiligt, die Strukturen bei den Hamburg Towers aufzubauen, die 2014 erstmals am Spielbetrieb der 2. Bundesliga ProA teilnahmen. Er wurde Geschäftsführer und Gesellschafter der Towers. Seine Tätigkeit als Geschäftsführer beendete er im Mai 2015. Im November 2016 gab der Hamburger SV bekannt, dass Roller fortan die Basketballsparte des Vereins beim Ausbau der Jugendarbeit unterstütze. Während der Weltmeisterschaft 2023 war er für Magenta Sport tätig und schätzte das Geschehen als Experte ein.

## Spielweise
Pascal Roller galt als besonders schneller und wendiger Spieler. Als Aufbauspieler lenkte er vor allem das Offensivspiel seiner Mannschaften. Er bestimmte das Spieltempo und setzte seine Mitspieler in Szene, indem er freie Würfe für sie kreierte. Insbesondere bei seinem Dreipunktwurf war er auch selbst offensiv gefährlich, da er aus dem Lauf heraus sehr schnell zu einem Wurf ansetzen konnte, der kaum zu verteidigen war. Während der Spielzeit 2002/2009 im ULEB Cup lag seine Erfolgsquote bei über 50 %. Er galt als ein Spieler mit hervorragender Spielintelligenz und übernahm in entscheidenden Momenten die Verantwortung für das Spiel der Mannschaft. Durch seine Freiwurfquote von teilweise über 90 % im Saisondurchschnitt wurde es den gegnerischen Teams dabei erschwert, ihn taktisch zu foulen.
In der Defensive war er durch seine Körpergröße von 1,80 m limitiert, konnte diesen Nachteil jedoch durch seine Geschwindigkeit und im mannschaftlichen Zusammenspiel durch defensive Spielsysteme weitgehend kompensieren. Seine Spielweise war wenig foulanfällig, dadurch konnte er seine Fouls taktisch einsetzen.

## Bild in der Öffentlichkeit
Er ist für seinen freundlichen und zuvorkommenden Umgang mit den Medien bekannt und daher ein gefragter Gesprächspartner für Interviews. Roller war Aktivensprecher des Deutschen Basketball Bundes. Zudem trat er auch als Vorstandsmitglied der Spielergewerkschaft SP.IN in die Öffentlichkeit, so im Umfeld geplanter Aktionen beim Allstar Day 2006, 2008 und beim Top4 2009. Dabei stellte er den Interessenausgleich und nicht die Konfrontation in den Vordergrund.
Pascal Roller unterstützt mehrere Wohltätigkeits-Initiativen. So ist er Botschafter von Respekt! Kein Platz für Rassismus, Sportler für Organspende und Basketball Aid für die Unterstützung von Projekten für krebskranke Kinder. Daneben ist er in mehreren regionalen Sport- und Basketballaffinen Projekten in Hessen sowie im Rhein-Neckar-Gebiet aktiv.
Nach seiner finalen Saison 2010/2011 entschied sich die Basketball-Bundesliga, den MLP-Award (Most Likable Player) ihm zu Ehren in Pascal Roller Award umzubenennen. Erster Preisträger war Kyle Hines.

## Erfolge und Auszeichnungen
Deutsche Basketballnationalmannschaft
- 122 Einsätze von 1999 bis 2008, dabei erzielte er 593 Körbe
- Bronzemedaille bei der WM 2002
- Silbermedaille bei der EM 2005
- Olympiateilnahme 2008

Skyliners Frankfurt
- Pokalsieg 2000
- Deutscher Meister 2004
- Vize-Pokalsieg 2002, 2004, 2010
- Deutscher Vize-Meister 2005 und 2010

Pascal Rollers Trikotnummer 11 wird in Frankfurt nicht mehr vergeben. Am 3. Oktober 2011 wurde sein Trikot „unter das Hallendach“ gehängt.
Persönliche Auszeichnungen in der Basketball-Bundesliga
- 7 Berufungen zum Allstar Day
- Spieler des Jahres 2004
- Most Likeable Player (beliebtester Spieler), 2010
- Umbenennung des Most Likeable Player Award in Pascal Roller Award 2011